# Alba Longa
Alba Longa fue una legendaria y antigua ciudad del Lacio, situada en los montes Albanos, fundadora y cabeza de la Liga latina. Fue destruida por Roma alrededor de la mitad del siglo VII a. C. De su existencia se tiene noticia por escritos clásicos aunque a la fecha no se ha logrado situar su ubicación exacta, llegando a haber autores que ponen en duda su existencia histórica.

## Historia legendaria
Conforme a la leyenda, Alba Longa fue fundada por Ascanio, también conocido como Julo, el hijo del héroe troyano Eneas, treinta años después de la fundación de Lavinium. Cronológicamente esto habría sucedido una generación después de la destrucción de Troya, la cual según Eratóstenes habría ocurrido en 1184 a. C.

A partir de Ascanio surgió una dinastía de reyes de los cuales los mejores conocidos son Procas, y sus hijos Numitor y Amulio. La lucha de poder entre ambos es el marco de la leyenda de la fundación de Roma, ya que Numitor, depuesto por Amulio, es el abuelo materno de Rómulo y Remo. 

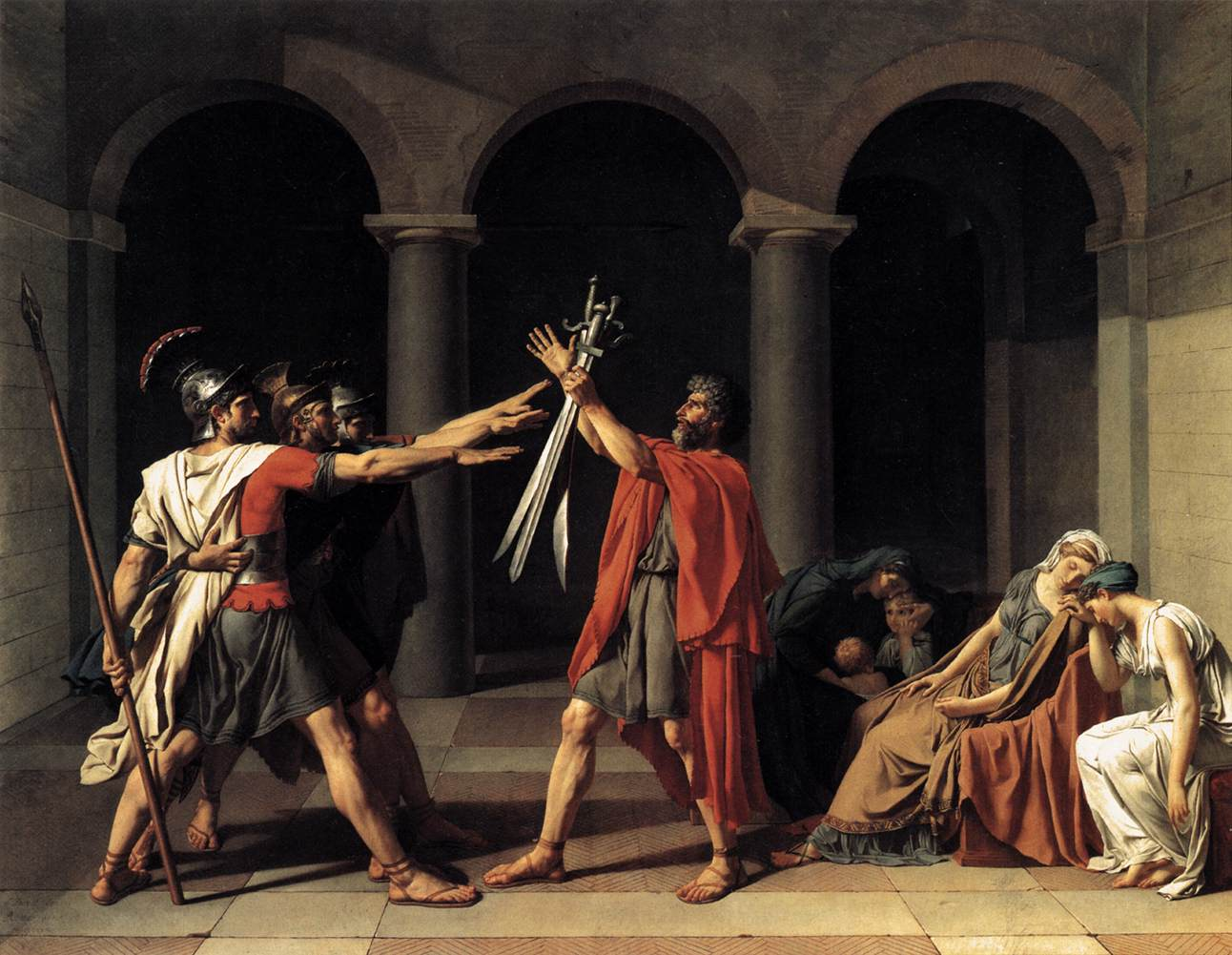
Pintura neoclásica de Jacques Louis David inspirada en la historia de los Horacios.

Como consecuencia del auge del poder de Roma, ambas ciudades entraron en conflicto y finalmente, bajo el reinado de Tulo Hostilio (a mediados del siglo VII a. C.), una guerra entre ellas fue resuelta por el famoso combate entre los Horacios y los Curiacios. La leyenda cuenta que los tres hermanos Horacios romanos combatieron a los Curiacios de Alba Longa para determinar qué pueblo dominaría al otro. El último de los Horacios mató a los tres Curiacios y obtuvo así el triunfo para Roma.
Alba Longa fue destruida para siempre y sus habitantes fueron asentados en el monte Celio como ciudadanos romanos.

## Reyes de Alba Longa
Según Dionisio de Halicarnaso, los reyes de Alba Longa fueron el nexo directo que unía a Ascanio y Rómulo, el fundador de Roma. Tito Livio nos informa de la existencia de dos reyes más de Alba Longa, que no se encuentran en la lista de Dionisio. Ambos habrían reinado durante la época del rey romano Tulo Hostilio. El nombre del primero de estos reyes fue Cayo Cluilio, que murió durante una guerra contra los romanos. Fue sucedido por Mecio Fufecio, que fue ejecutado por Tulo Hostilio por traición.

## Datos arqueológicos e interpretación histórica

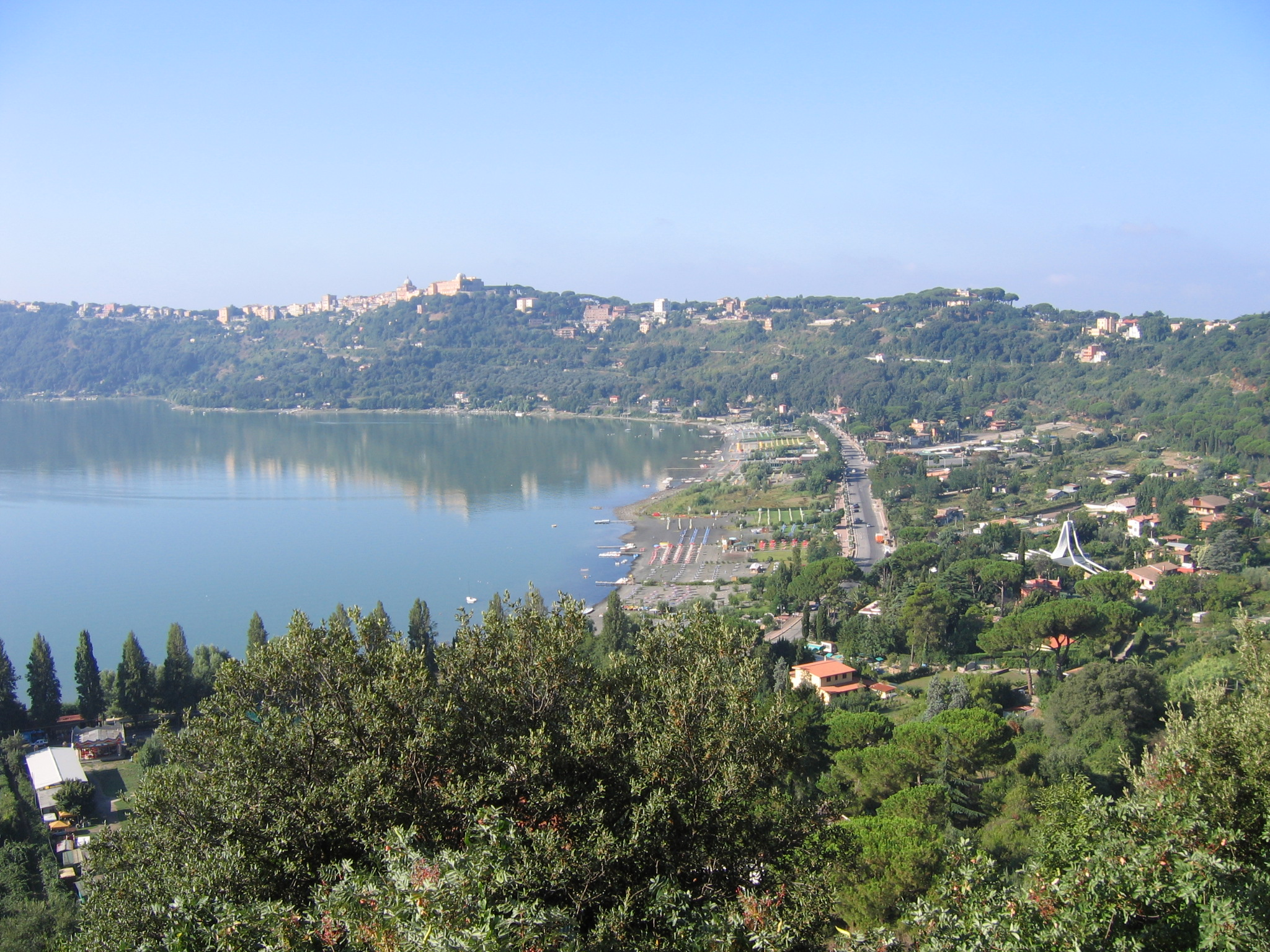
Castel Gandolfo y el lago Albano, lugar donde se supone estuvo Alba Longa.

La localización de esta antigua ciudad latina ha sido muy debatida desde el siglo XVI. El punto de partida es la leyenda de la fundación de Roma en Dionisio de Halicarnaso que habla de un lugar entre el monte Cavo y el lago Albano. El lugar ha sido relacionado en diversas ocasiones con el convento de San Pablo en Palazzola cerca de Albano, con Coste Caselle al lado de Marino o, finalmente, con Castel Gandolfo. De hecho el último de estos lugares ocupa el lugar de la villa de Domiciano. Antiguas fuentes afirman a su vez que esta última había sido construida en el arx (o ciudadela) de Alba Longa.
Los datos arqueológicos disponibles para la Edad del Hierro muestran la existencia de una hilera de aldeas, cada una con su propia necrópolis, a lo largo de la ribera suroeste del lago Albano. Cuando Roma destruyó estos pueblos todavía debían de encontrarse en una fase preurbana. Estarían empezando a agruparse alrededor de un centro que podría perfectamente haber sido Castel Gandolfo, ya que la necrópolis allí es significativamente mayor, lo que sugiere una ciudad más grande.
En el periodo republicano tardío, el territorio de Alba Longa (ager Albanus) se pobló de nuevo con numerosas villas residenciales que se mencionan en las obras literarias antiguas y cuyas ruinas se han conservado hasta la actualidad.

## El santuario de Júpiter Laciar
En la cima de los montes Albanos se encontraba un santuario muy antiguo consagrado a Júpiter Laciar. Floro (siglo II) señala que el lugar había sido elegido por Ascanio, quien, tras haber fundado Alba Longa, invitó a todos los latinos a celebrar en aquel lugar sacrificios a Júpiter. La costumbre que llevó a la celebración de las feriae Latinae, en las que todas las ciudades que pertenecían a la confederación latina se reunían bajo la égida de Alba Longa y sacrificaban un toro blanco, cuya carne era distribuida entre todos los participantes.
Después de que Alba Longa fuera destruida y de que Roma asumiera su liderazgo, la tradición recuerda la construcción, durante el reinado de Tarquinio el Soberbio, de un gran templo dedicado a Júpiter Laciar en los montes Albanos, del cual apenas se pueden contemplar hoy unos pocos vestigios de su perímetro amurallado. También se han conservado sustanciales restos de la carretera pavimentada que conectaba el santuario a la vía Apia cerca de Aricia.